# Sissi hercegnő kalandjai
A Sissi hercegnő kalandjai (eredeti cím: Sissi, la giovane imperatrice) 2015-től vetített olasz televíziós 2D-s számítógépes animációs sorozat, melyet Orlando Corradi rendezett. Műfaja romantikus kalandfilmsorozat. Magyarországon 2016. szeptember 26-ától a Kiwi TV tűzte műsorára. A második évad alatt bejelentették, hogy a harmadik évad készen van. Ausztriában az ORF-1 Sissi, die junge Kaiserin címmel vetíti német nyelvű szinkronnal.

## Ismertető
Elizabeth 15 és fél éves, szereti az állatokat és a nagy családját. Pontosan úgy néz ki, mint bármelyik másik lány, mégis szabadszellemű és egy hercegkisasszony, akit mindenki Sissi-nek becéz. Egy napon a császár anyja utasítja a nővérét, hogy menjen hozzá a fiához. Sissi is ottvolt és a császárt elkápráztatta. Így kezdődik minden idők legromantikusabb története. Possi Kastélyban lévő otthona és a Schönbrunni Kastély között őrlődve, Sissinek nehézségei adódnak az udvar szabályainak követésében és leendő anyósa szeretetének elnyerésében. Azonban még nehéz időkben is számíthat Ferencre és az ő nagyszerű szerelmére.

## Szereplők
- Elizabeth (Sissi) – A bájos hercegnő, a sorozat főhőse.
- Ferenc József császár, (Ferenc) – Az ifjú herceg, Sissi szeretője.

## Epizódok

### 1. évad
| #   | Hivatalos cím                   | Magyar cím                  | Hivatalos premier  | Magyar premier       |
| --- | ------------------------------- | --------------------------- | ------------------ | -------------------- |
| 1.  | Un sogno rivelatore             | Valóra váló álom            | 2015. október 26.  | 2016. szeptember 26. |
| 2.  | Il ballo dell'imperatore        | A császári bál              | 2015. október 27.  | 2016. szeptember 27. |
| 3.  | Di nuovo a casa                 | Mi a szeretet?              | 2015. október 28.  | 2016. szeptember 28. |
| 4.  | Promesse d'amore                | Szerelmi igéretek           | 2015. október 29.  | 2016. szeptember 29. |
| 5.  | Amare vuol dire...              | Újra otthon                 | 2015. október 30.  | 2016. szeptember 30. |
| 6.  | Chi ha paura del lupo cattivo?  | Nem félünk a farkastól!     | 2015. november 2.  | 2016. október 3.     |
| 7.  | L'incendio                      | Erdőtűz                     | 2015. november 3.  | 2016. október 4.     |
| 8.  | Il terzo incomodo               | Vidéki élet                 | 2015. november 4.  | 2016. október 5.     |
| 9.  | Come l'aquila e il gabbiano     | Mint a sirály és a sas      | 2015. november 5.  | 2016. október 6.     |
| 10. | Amore al primo sguardo          | Szerelem első látásra       | 2015. november 6.  | 2016. október 7.     |
| 11. | Sii sincero                     | Fő az őszinteség            | 2015. november 9.  | 2016. október 10.    |
| 12. | Il bacio (prima parte)          | A csók, 1. rész             | 2015. november 26. | 2016. október 11.    |
| 13. | Il bacio (seconda parte)        | A csók, 2. rész             | 2015. november 27. | 2016. október 12.    |
| 14. | Una cocente delusione           | Keserű csalódás             | 2016. március 13.  | 2016. október 13.    |
| 15. | La lezione di Darwin            | Darwin leckéje              | 2016. március 20.  | 2016. október 14.    |
| 16. | Un posto felice                 | Egy boldog hely             | 2016. március 20.  | 2016. október 17.    |
| 17. | Qualche inverno fa...           | Sok téllel ezelőtt...       | 2016. március 26.  | 2016. október 18.    |
| 18. | Il messaggero venuto da lontano | A távolról jött futár       | 2016. március 27.  | 2016. október 19.    |
| 19. | Incredibile ma vero!            | Különös, de igaz!           | 2016. március 27.  | 2016. október 20.    |
| 20. | Era la notte prima di Natale... | A Karárcsony előtti est     | 2016. április 1.   | 2016. október 21.    |
| 21. | La custode della memoria        | Az emlékek őre              | 2016. április 3.   | 2016. október 24.    |
| 22. | A che gioco giochiamo?          | Mi ez a játék?              | 2016. április 9.   | 2016. október 25.    |
| 23. | Un piano per riconquistarti     | A visszahódítás terve       | 2016. április 10.  | 2016. október 26.    |
| 24. | Amiche per sempre               | Örök barátság               | 2016. április 10.  | 2016. október 27.    |
| 25. | La grande ricompensa            | A jutalom                   | 2016. április 16.  | 2016. október 28.    |
| 26. | Amore e altri misteri           | Szerelem és egyéb rejtélyek | 2016. április 17.  | 2016. október 31.    |

### 2. évad
| #   | Hivatalos cím                            | Magyar cím                             | Hivatalos premier  | Magyar premier    |
| --- | ---------------------------------------- | -------------------------------------- | ------------------ | ----------------- |
| 27. | Di nuovo insieme (prima parte)           | Újra együtt, 1. rész                   | 2016. december 11. | 2018. április 2.  |
| 28. | Di nuovo insieme (seconda parte)         | Újra együtt, 2. rész                   | 2016. december 11. | 2018. április 3.  |
| 29. | Il gioco del falco                       | A sólyom játéka                        | 2017. április 9.   | 2018. április 4.  |
| 30. | Una lunga storia d'amore (prima parte)   | Hosszú szerelmi történet, 1. rész      | 2017. április 16.  | 2018. április 5.  |
| 31. | Una lunga storia d'amore (seconda parte) | Hosszú szerelmi történet, 2. rész      | 2017. április 16.  | 2018. április 6.  |
| 32. | L'apparenza inganna                      | A látszat néha csal                    | 2017. április 9.   | 2018. április 9.  |
| 33. | Il cavallo ribelle                       | A féktelen ló                          | 2017. április 23.  | 2018. április 10. |
| 34. | Per amor tuo                             | A kedvedért                            | 2017. április 23.  | 2018. április 11. |
| 35. | C'era una volta una gatta                | Egyszer volt, hol nem volt, egy macska | 2017. április 30.  | 2018. április 12. |
| 36. | Il ritorno di Sara                       | Sára visszatér                         | 2017. április 30.  | 2018. április 13. |
| 37. | Vecchi nemici, nuovi intrighi            | Régi ellenségek, új cselszövések       | 2017. május 7.     | 2018. április 16. |
| 38. | Volere è volare                          | Ha megvan a szándék meglesz az út is   | 2018. január 13.   | 2018. április 17. |
| 39. | Il ballo in maschera                     | Az álarcos bál                         | 2018. január 14.   | 2018. április 18. |
| 40. | Come due gocce d'acqua                   | A borsó meg a héja                     | 2018. január 14.   | 2018. április 19. |
| 41. | Chi sbaglia paga                         | A bűnösnek fizetnie kell               | 2018. január 21    | 2018. április 20. |
| 42. | Un mostro a Corte                        | Szörny az udvarban                     | 2018. január 21.   | 2018. április 23. |
| 43. | Il guanto di sfida                       | A páncél kesztyű                       | 2018. január 28.   | 2018. április 24. |
| 44. | Il duello                                | A párbaj                               | 2018. január 28.   | 2018. április 25. |
| 45. | La scomparsa di Nut e Ombra              | Dió és Árnyék nyomában                 | 2018. február 4.   | 2018. április 26. |
| 46. | Franz contro Johann                      | Ferenc Johann ellen                    | 2018. február 4.   | 2018. április 27. |
| 47. | Il nome segreto                          | A rejtélyes név                        | 2018. február 11.  | 2018. április 30. |
| 48. | Innamorati a Possenhofen                 | Possenhofeni szerelmesek               | 2018. február 11.  | 2018. május 1.    |
| 49. | Il braccialetto invisibile               | A láthatatlan karkötő                  | 2018. február 18.  | 2018. május 2.    |
| 50. | Pericolo a palazzo                       | Veszély a palotában                    | 2018. február 18.  | 2018. május 3.    |
| 51. | Come diventare imperatrice               | Sissi császárnénak készül              | 2018. február 25.  | 2018. május 4.    |
| 52. | Finalmente sposi                         | Végre házasok!                         | 2018. február 25.  | 2018. május 7.    |